# Bezpieczeństwo danych
Bezpieczeństwo danych (ang. data security) – zespół działań podejmowanych w celu zabezpieczenia danych przetwarzanych w systemie teleinformatycznym przed nieupoważnionym dostępem.
Podstawowy sposób zapewnienia ochrony obejmuje:
- system praw dostępu
- system haseł
- równoległy zapis na dwóch oddzielnych dyskach (mirroring)
- ograniczanie dostępu do danych
- logowanie dwuetapowe